# Central London
El terme Central London (Centre de Londres o Londres Centre) fa referència a la part interior de Londres on es troben els districtes que es consideren més propers al centre. No hi ha cap definició convencional, ni oficial, per a tota la zona que pot anomenar-se el "Central London". Aquest cobreix aproximadament 26 quilòmetres quadrats en les dues zones nord-sud de riu Tàmesi.
El centre de Londres es pot dividir en tres àrees principals, la de La City (City of London), el West End de Londres i el South Bank.

## Característiques
Les característiques d'aquesta zona són: entorn intensament construït, alt preu del terra, població diürna elevada i una concentració d'organitzacions i recursos regional, nacional i internacionalment significatius. Al llarg del temps, s'han fet servir diverses definicions per definir l'amplitud del centre de Londres a efectes estadístics, planejament urbanístic i govern local.
Les distàncies per carretera a Londres es mesuren tradicionalment des d'un punt central a Charing Cross, que està marcat per l'estàtua del rei Carles I a la unió entre Strand, Whitehall i Cockspur Street, just al sud de Trafalgar Square.
D'acord amb els debats parlamentaris de la Casa dels Comuns que van tenir lloc el 1963:
| « | La zona central es distingeix, segons la Comissió Reial, per la inclusió dins els seus límits del Parlament i els palaus reials, la seu del govern, els tribunals de justícia, les oficines principals d'un ampli nombre de firmes comercials i industrials, així com institucions de gran influència en la vida intel·lectual de la nació com el British Museum, la National Gallery, la Tate Gallery, i la Universitat de Londres, juntament amb les seus centrals del ballet i l'òpera nacionals, juntament amb diverses associacions nacionals, les grans professions, els sindicats, les associacions de comerciants, societats de servei social, així com centres comercials i centres d'entreteniment que atrauen gent de tot el Gran Londres i més enllà. En molts altres aspectes, la zona central difereix de les zones més allunyades de Londres. L'impost sobre l'habitatge de la zona central és excepcionalment alt. La seva població diürna és molt superior a la seva població nocturna. Els problemes de trànsit estan assolint una intensitat que no es troba a cap altre lloc de la metròpoli ni a cap ciutat de província, i l'ingent desenvolupament d'oficines que s'ha produït recentment és un fenomen completament nou. | » |

## Definicions

### Cens de 1901
El cens de 1901 va definir el centre de Londres com a format per la ciutat de Londres i els municipis metropolitans: divisions territorials vigents entre 1900 i 1965) de Bermondsey, Bethnal Green, Finsbury, Holborn, Shoreditch, Southwark, Stepney, St Marylebone i Westminster.

### Propostes per a la creació d'un barri central de Londres (1959-1963)
Durant el treball de la Comissió Herbert i al voltant de l'aprovació de la London Government Act de 1963, es van fer tres intents infructuosos per definir una àrea que formaria el barri central de Londres. Els dos primers es van detallar al Memorandum of Evidence de 1959 del Greater London Group de la London School of Economics.
La primera proposta estava constituïda per la ciutat de Londres, Westminster, Holborn, Finsbury i dels municipis de St Marylebone, St Pancras, Chelsea, Southwark i Lambeth. Els límits municipals incorporaven totes les estacions de ferrocarril del centre de Londres, la Torre de Londres i diversos museus importants. Per tant, també incloïa parcel·les a Kensington, Shoreditch, Stepney i Bermondsey. La seva població s'estimava en 350.000 habitants en una àrea de 28 km².
La segona proposta incloïa la major part de la ciutat de Londres, Westminster i Southwark, amb Finsbury i Holborn, parts de St Pancras, St Marylebone i Paddington i una petita part de Kensington. La zona tenia una població estimada de 400.000 habitants i ocupava uns 32 km².
Quan es va aprovar la Llei del govern de Londres, es proposaria una esmena per crear un districte central de Londres corresponent a la definició utilitzada en el cens de 1961. Aquesta incloïa la ciutat de Londres, Westminster, Holborn i Finsbury i els districtes de Shoreditch, Stepney, Bermondsey, Southwark, Lambeth, Chelsea, Kensington, Paddington, St Marylebone i St. La població es calculava en 270.0005 habitants.

### Pla de Londres
El Pla de Londres s'inicia el 2004 i defineix una Central Activities Zone , que l'any 2008 comprenia la City londinenca, gran part de Westminster i els centres de Camden, Islington, Hackney, Tower Hamlets, Southwark, Lambeth, Kensington & Chelsea i Wandsworth. Aquesta àrea central es descriu com un centre únic d'activitats de vital importància, que inclou oficines del govern central, seus i ambaixades, la concentració més gran de Londres d'oficines de serveis financers i comercials i oficines de comerç, col·lectius professionals, institucions, associacions, agències de comunicació, editors, anunciants i mitjans de comunicació.
El 2011, es va crear la subregió del centre de Londres amb finalitats estratègiques de desenvolupament, la qual incorpora els districtes de Camden, Islington, Kensington i Chelsea, Lambeth, Southwark, Westminster i la ciutat de Londres. Del 2004 al 2008, el London Plan va incloure una subregió anomenada Central London i va incloure Camden, Islington, Kensington & Chelsea, Lambeth, Southwark, Wandsworth i Westminster. La seva població era d'1.525.000 habitants l'any 2001. La subregió va ser abolida el 2008 i després redibuixada el 2011 per incloure la ciutat de Londres i excloure Wandsworth.